# Schweizer Film
Der Schweizer Film begann sich im internationalen Vergleich erst spät zu entwickeln. Bis zu Beginn der Tonfilmzeit um 1930 verfügte die Schweiz über keine etablierte Filmindustrie. Die kulturelle Besonderheit der Schweiz, in drei grosse Sprachgebiete aufgeteilt zu sein, ist sicherlich mit ein Grund für den späten Beginn eines organisierten Filmschaffens. Die französischsprachige, italienischsprachige und deutschsprachige Schweiz orientierte sich stets mehr an den Nachbarländern desselben Sprachraumes als aneinander, weshalb die Entwicklung der Filmgeschichte in jedem Sprachgebiet unterschiedlich verlief.
Das Schweizer Filmschaffen ist massgeblich von der Filmförderung abhängig.

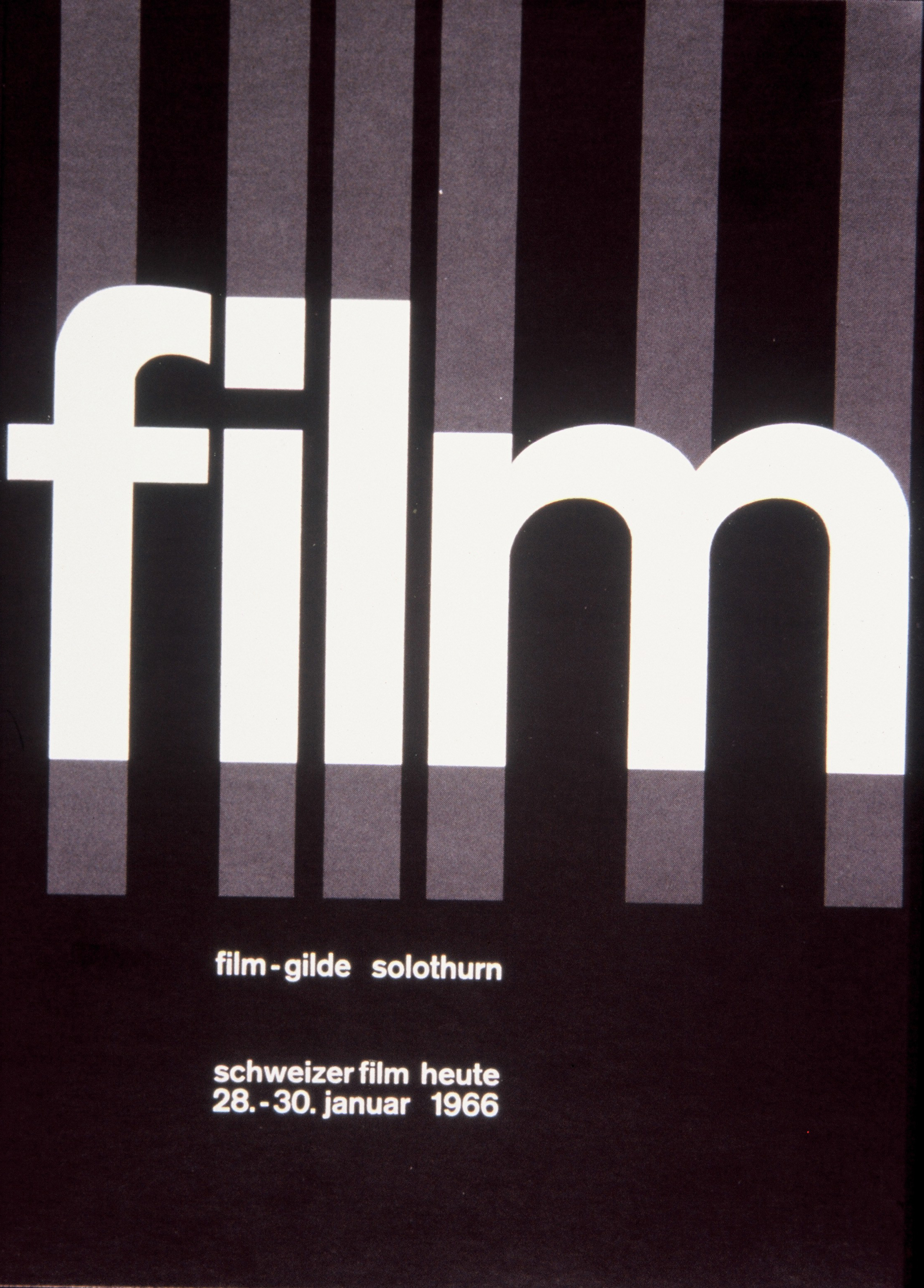
Solothurner Filmtage: Schweizer Film heute

## Frühgeschichte
Ein nennenswertes Stummfilmschaffen gab es in der Schweiz nicht. Nur wenige Produktionen vor 1930 sind bekannt oder erwähnenswert. Obgleich die erste Filmvorführung der Schweiz wie überall in Europa bereits 1896 von den Gebrüdern Lumière getätigt wurde, an der im selben Jahr durchgeführten Genfer Landesausstellung (exposition nationale) tat sich in der Folge nur wenig. Bekannt sind zwei französisch-schweizerische Produktionen, das 1923 bis 1925 entstandene Kindergesichter (Visages d’enfants) des Belgiers Jacques Feyder und der von dem Franzosen Jean Choux 1925 in der Schweiz inszenierte Film Die Macht der Arbeit (La Vocation d’André Carel).
Bis Anfang der 1930er-Jahre waren die wenigen Schweizer Filmschaffenden jedoch meist im benachbarten und filmwirtschaftlich weit entwickelten Deutschland tätig, da es in der deutschsprachigen Schweiz keine Filmproduktionsgesellschaft gab, und jede Filmproduktion ein individuelles Unterfangen darstellte. Aus dem Fehlen von Filmproduktionsgesellschaften resultierte, dass es kein erfahrenes Filmpersonal gab. Ein wesentlicher Grund für dieses Manko war die geringe Einwohnerzahl und die Aufteilung der Bevölkerung in drei kulturell voneinander getrennte Sprachgebiete. Andere Länder vergleichbarer Grösse, die dennoch über eine etablierte Filmindustrie verfügten, wiesen zum einen eine höhere Bevölkerungszahl derselben Sprach- und Kulturgruppe auf (Dänemark mit rund 5 Millionen Dänen) oder verfügten über bedeutend grössere Ballungszentren (z. B. Wien in Österreich mit rund 2 Millionen Einwohnern zur Stummfilmzeit), wo sich Gleichgesinnte treffen und organisieren konnten.
Um daher als Filmschaffender kontinuierlich arbeiten zu können, musste man ins Ausland. So tat dies der Szenenbildner und Regisseur Edmund Heuberger. Schweizer Schauspieler blieben im Gegensatz zu ihren Kollegen in den Nachbarländern meist auf der Bühne. Gelegentlich gab es Ausflüge zu deutschen Filmproduktionen. So hatte Heinrich Gretler beispielsweise einen amüsanten Kurzauftritt als Jo-Jo-Spieler in Das Testament des Dr. Mabuse. Eine lebendige, gegenseitige Beeinflussung, wie sie zwischen Deutschland und Österreich bestand, konnte sich mangels einer Schweizer Filmszene gar nicht erst entwickeln. Schweizer Kinos spielten bis Mitte der 1930er-Jahre zu 95 bis 99 Prozent ausländische Filme.
1915 wurde der «Verband der Kinematographen-Interessenten der Schweiz» gegründet, der zwei Jahre später zu Schweizerische Lichtspieltheaterverband umbenannt wurde.

## Frühe Tonfilmzeit

### Ausgangssituation und Pioniere
Einige Aktivität entfaltete der in 1898 in Riehen geborene Milton Ray Hartmann in Bern. Er war Mitgründer vom Schweizerischen Schul- und Volkskino (SSVK) und Teilhaber an der G. m. b. H. Schwarz-Filmtechnik zusammen mit Edgar Schwarz, dem späteren Gründer des führenden Schweizer Filmlabors, Schwarz Film. August Kern wurde bekannt mit einem Bildbericht Die Geheimnisse der Kalmückensteppe, 1923. Er war später Sekretär des SSVK. Kern muss als einer der produktivsten Filmmenschen der Schweiz angesehen werden, gemessen an der Zahl einzelner Streifen. Er war auch Inhaber der filmtechnischen Unternehmung Eoscop in Basel. Von der Kern-Film, Basel, ist seit 2003 die Bell & Howell Eyemo erhalten, die er 1931 über das SSVK-Sekretariat angeschafft hatte. Diese Kamera kam auch für Die Herrgottsgrenadiere zum Einsatz.
Mitte der 1930er Jahre gab es heftige Diskussionen darüber, ob eine staatlich geförderte Filmindustrie geschaffen werden solle. Die einzige bedeutende Schweizer Filmgesellschaft war bis dahin die Terra Film in Berlin, in die sich 1930 der Zürcher Bau- und Kinounternehmer Ralph Scotoni eingekauft hatte. Ein Schweizer Zweig dieser Filmgesellschaft wurde aufgebaut, die zwischen 1932 und 1935 fünf aufwändige Produktionen mit dem deutschen Zweig der Gesellschaft herstellte. Zwei davon – Wilhelm Tell (1934), dessen Führerqualitäten betont wurden und Hermine und die sieben Aufrechten / Das Fähnlein der sieben Aufrechten (1935), das direkt vom NS-Propagandaministerium subventioniert wurde – waren Tendenzfilme im nationalsozialistischen Geiste, da die Terra von Anfang an Nähe zum NS-Regime suchte. In der finanziellen Krise der noch zersplitterten deutschen Filmwirtschaft 1935/1936 wurde diese fragwürdige Programmpolitik eingestellt, da sich die «Swiss Connection» für Deutschland als nicht besonders ergiebig erwies.
Dass ab den 1930er-Jahren ein Schweizer Filmszene entstand, ist einigen wenigen Personen zu verdanken. Am bedeutendsten war zweifellos der im österreichisch-ungarischen Galizien (heute Polen) geborene Lazar Wechsler, der bis 1923 Österreicher blieb und danach die Schweizer Staatsbürgerschaft erhielt und in den späten 1950er-Jahren für fast alle Erfolge des Schweizer Films verantwortlich zeichnete. Mit einigen der 40 Produktionen seiner Praesens Film erlangte er innerhalb weniger Jahre nicht weniger als vier Oscars und Auszeichnungen an allen weiteren wichtigen Filmfestivals. Auch die zweite prägende Person für die Entwicklung des frühen Schweizer Films war Österreicher. Der Wiener Leopold Lindtberg war zunächst an Theatern in Berlin tätig, bis er nach der Machtergreifung der Nationalsozialisten in die Schweiz, ans Zürcher Schauspielhaus, flüchtete. Dieses war während des Nationalsozialismus ein Sammelbecken für antifaschistische Theaterleute, die letztendlich das gesamte Schweizer Kulturleben beflügelten und auch dem Film, zu dem Lindtberg 1935 stiess, eine Stütze sein sollten.

### Entstehung einer Schweizer Filmkultur
Die erste bedeutende Filmproduktion der Schweiz entstand 1930 und ist im Grunde den guten Verbindungen des Neo-Schweizers Lazar Wechsler zu verdanken. Dieser machte sich für seine Praesens-Film-Produktion Frauennot – Frauenglück eine Europareise des berühmten russischen Filmpioniers Sergei Eisenstein zu Nutze. Er gewann ihn für sein Filmprojekt, so dass Eisensteins bevorzugter Kameramann Eduard Kasimirowitsch Tisse Regie führte, Grigori Wassiljewitsch Alexandrow das Drehbuch verfasste und Eisenstein die Supervision übernahm. Der Film wurde bereits im Vorhinein als «meistverbotener Film der Geschichte» beworben, da er gegen das Abtreibungsverbot Stellung nahm, zugleich jedoch meinte, Gebären sei die bessere Alternative.
Der erste dem Genre des Schweizer Films, der sich durch Komik und den Schweizer Dialekt auszeichnet, zuzurechnende Film war Wie d’Warret würkt (1933) von Regisseur Walter Lesch. Leopold Lindtberg wurde von Lazar Wechsler als Regisseur von der Bühne zum Film geholt, wo er zu Jä-soo! (1935) erstmals Filmregie führte. Das Kabarett prägte damals die Schweizer Unterhaltungskultur und diente auch als Grundlage für diesen Film, der als Dialektschwank angelegt war. Aus diesem Grund stellte man dem Wiener Lindtberg den Zürcher Walter Lesch als Co-Regisseur zur Seite. Jä-soo! kam beim Schweizer Publikum zwar gut an, war filmisch jedoch eher ein Lehrbeispiel für die Tücken des Kabaretts als Filmgrundlage. Der Film fiel mit papierenen Dialogen und einer «Nummer-für-Nummer»-Abfolge auf. Inhaltlich zeigte der Film ein charakteristisches Merkmal des Schweizer Films dieser Zeit: Das Land-Stadt-Gefälle. Die Stadt wurde oft als Hort des moralischen Übels, als gefährlicher Ort für anständige Mädchen und als Heimat zwielichtiger Figuren dargestellt. In einer Zeit, da die Schweizer Arbeiterbewegung genau so ihren Höhepunkt wie die Gründung von Naturvereinen hatte, wird dies schon leichter erklärbar. «Anständige» Schweizer Familien waren in den Filmen fast immer kleinbürgerlich, gutmütig, etwas langsam, aber treusorgend, naturverbunden und mit grossem Familiensinn.
Trotz aller formaler Schwächen des Kabarettfilms war er beim Publikum äusserst beliebt. Der Grund lag in der Besetzung der Rollen. In zahlreichen Filmen wirkte das Ensemble des Cabaret Cornichon mit – einer «nationalen Institution» dieser Jahre. Diese Gruppe, die sich auch antifaschistisch engagierte, demaskierte typisch eidgenössische Verhaltensweisen mit moderatem Biss, sodass sich die ertappten Zuschauer mit den Figuren identifizieren konnten. Ihre Mitglieder waren Max Werner Lenz, Elsie Attenhofer, Emil Hegetschweiler, Mathilde Danegger und Zarli Carigiet.
Trotz der in der Schweiz besonders starken Arbeiterbewegung der 1930er Jahre blieb die politische Linke der Schweiz im kleinbürgerlichen Filmschaffen ohne jede Berücksichtigung.

### Der «Soziale Film» der Arbeiterbewegung
Zwischen der Weltwirtschaftskrise und der Nachkriegshochkonjunktur gaben die Sozialdemokratische Partei der Schweiz (SPS), die dem Schweizerischen Gewerkschaftsbund (SBG) nahestehenden Gewerkschaften, die Genossenschaften und die Jugend-, Sport- und Kulturorganisationen der Arbeiterbewegung rund siebzig Filme in Auftrag. Wegen der stets knappen Geldmittel waren es vor allem Stummfilme. Etliche der Filme wurden in Zürich gedreht und dokumentieren das Rote Zürich, wie zum Beispiel: Teuerungsdemonstration in Zürich (1917), Das genossenschaftliche Zürich (1929), Der rote Tag (1934), Die neue Stadt (1938), Zürich baut (1938), Die Stadt greift ein (1939). Die Filme unterscheiden sich deutlich vom proletarischen Film der Weimarer Republik und den Russenfilmen der jungen Sowjetunion. Sie widerspiegeln die politischen Verhältnisse in der Schweiz (Direkte Demokratie in der Schweiz) und waren zeitlich und thematisch auf die nächste Volksabstimmung, anstehende Wahlen oder auf die Mitgliederwerbung ausgerichtet. Die Filme wurden von den Zürcher Filmproduktionsgesellschaften Praesens-Film AG, Central Film, Pro-Film, Turica-Film, Gloria-Film und von Amateuren erstellt und hauptsächlich von der Schweizerischen Arbeiterbildungszentrale Zürich (SABZ) verliehen und vertrieben. Die SABZ versuchte dem moralisch bedenklichen Unterhaltungsfilm, den sozialen Film als Teil der Bildungs- und Propagandabestrebungen der Arbeiterbewegung entgegenzustellen. Die vor 1935 entstandenen kämpferischen Filme waren vom materiellen Elend und der sozialen Erbitterung (Landesstreik 1918) geprägt, während die Filme nach dem Friedensabkommen von 1937 weniger konfrontativ waren.

### Die Filme zur Zeit der «geistigen Landesverteidigung»
Im Auftrag der Schweizer Armee produzierte Robert Rosenthal der Inhaber der EOS-Film Basel, 1917 den Stummfilm Die Schweizerische Armee -L'Armée Suisse. Der Film hatte am 5. April 1918 seine Premiere in Zürich. Georges Passavant hatte später die Film Rechte von Rosenthal erworben und für 1 000 Schweizer Franken eine Filmkopie hergestellt. Die einzige Kopie, die im Besitz der Armee selbst war, hatte im Krieg durch die unzähligen Vorführungen stark gelitten.
1937 wurde in der Schweiz eine offizielle Kulturpolitik im Dienst des nationalen Zusammenhalts beschlossen, die mit Geistiger Landesverteidigung (GLV) umschrieben wurde. Für den Film bedeutete dies die zwischen 1938 und 1943 eine erste Blütezeit, da grosse Kulturförderungen auch dem Film zugutekamen.
Die erste im Sinne der GLV bedeutsame Produktion war Leopold Lindtbergs Füsilier Wipf (1938). Der Film handelt von Schweizer Soldaten, die im Ersten Weltkrieg die Grenze bewachen und sich nach einer Sinnkrise wieder ihren patriotischen Pflichten entsinnen. Das Drehbuch für diesen Film, der auf grosse Begeisterung im Publikum stiess, verfasste Richard Schweizer, der ebenfalls zu den Hauptstützen des frühen Schweizer Films zu zählen ist. Die zwei weiteren Hauptwerke der GLV waren Gilberte de Courgenay (1941) von Regisseur Franz Schnyder nach einem Drehbuch Richard Schweizers und Landammann Stauffacher (1941) unter der Inszenierung Leopold Lindtbergs.
Eine klerikal-reaktionäre Organisation, der das ehemalige Schweizer Regierungsmitglied Jean-Marie Musy vorstand, stellte 1938 einen aggressiv-antikommunistischen Propagandafilm her, der im Wesentlichen aus älteren, teils deutschen Dokumentaraufnahmen bestand. Der Film trug den Titel Die rote Pest und forderte die christliche Schweiz auf, in ihrem Kampf gegen den Marxismus nicht nachzulassen. Regie führte Musys Sekretär Franz Riedweg, der bald darauf nach Deutschland auswanderte und SS-Obersturmbannführer wurde. Der Film gilt als radikalster Hetzfilm der Schweizer Filmgeschichte und ist dementsprechend kaum je zu sehen.
Ein interessantes Werk dieser Phase ist auch Franz Schnyders Wilder Urlaub, da darin ein Thema behandelt wird, das in einem GLV-Film gar nicht existieren dürfte: ein Schweizer Deserteur. Der Film behandelt zudem als eine Ausnahme für den Schweizer Film den Konflikt der Arbeiterklasse mit der wohlhabenden Klasse in Form eines Arbeitersohnes bei der Armee, der im Streit seinen Vorgesetzten erschlägt. Der Film, der das Maximum an Realitäts- und Gesellschaftsbezug für einen Schweizer Film dieser Zeit aufwies, endet jedoch im Sinne des Schweizer Burgfriedens mit einem Happy End – selbst der scheinbar erschlagene Vorgesetzte lebt noch. Auch Sigfrit Steiner widmete sich in Steibruch (1942) einem gesellschaftlichen Thema. Ein zweifacher Vater, der zu Unrecht in den USA eine lange Gefängnisstrafe verbüsst hat, kehrt als Aussenseiter in sein Heimatdorf zurück, um sich in einen Steinbruch zurückzuziehen. Seine beiden Kinder sorgen jedoch für ein Umdenken und sie wollen lernen, als Familie zusammenzuleben. Der Film, der als eine der herausragenden Produktionen des frühen Schweizer Tonfilmschaffens gilt, lebt durch Steiners Regie und die ausgezeichnete Darstellung der Familie durch Heinrich Gretler als Vater, Max Haufler als Sohn und die junge Maria Schell als Tochter.
Max Haufler sorgte noch im selben Jahr selbst für eine hervorragende Sozialstudie. In Menschen, die vorüberziehen (1942) beschreibt er die Konfrontation einer Zirkus-Familie mit dem traditionsbehafteten Bauernstand in Form einer tragischen Liebesgeschichte, die ohne jeglichen Kitsch oder falsche Idylle auskommt. Adolf Manz spielte den Zirkusdirektor und Vater seiner Tochter, die sich in den Bauern, gespielt von Willy Frey, verliebt.
Eines der besten, da im Schweizer Film selten zu sehende poetische Dichte und detailgenaue Lyrik aufweisend, Werke des Alten Schweizer Films entstand bereits 1941 und hiess Romeo und Julia auf dem Dorfe. Vorlage hierzu lieferte der Schweizer Schriftsteller Gottfried Keller. Regie führten Hans Trommer und Valérien Schmidely. Das Liebespaar spielten Margrit Winter und Erwin Kohlhund.
Erwähnenswert sind auch Leopold Lindtbergs Kriminalfilme Wachtmeister Studer (1939) und Matto regiert (1947).

### Mit Schweiz-Kritik und Humanismus zum internationalen Erfolg: Die Praesens Film 1944–1953
1944 nahm sich die Praesens-Film kritischeren Themen an, was zu Problemen mit rechtsgerichteten Kreisen führte, die Zensurkompetenzen innehatten. Leopold Lindtberg wurde seinen kritischen Intentionen besser gerecht und führte Regie bei einem Schlüsselwerk der Schweizer Filmgeschichte: Die letzte Chance (1945). Der Film schildert die abenteuerliche Flucht einer multinationalen Flüchtlingsgruppe von Italien in die Schweiz. Die erschöpften Flüchtlinge schaffen es jedoch nur über die Grenze da sich ein Grenzoffizier für sie einsetzt. Der Film stellte eine längst fällig gewesene Auseinandersetzung mit der unrühmlichen Schweizer Flüchtlingspolitik während der Zeit des Nationalsozialismus dar. Der Film schaffte es weit über die Grenzen hinaus zum Erfolg und erzielte in den USA ab November 1945 beeindruckende Ergebnisse.
Nachdem Lazar Wechsler bereits 1944 mit dem Flüchtlingsdrama Marie-Louise von sich hören liess, standen ihm die Türen von Hollywood offen. So produzierte seine Praesens-Film 1946 gemeinsam mit den Metro-Goldwyn-Mayer-Studios unter der Regie des vor den Nazis aus Österreich emigrierten und mittlerweiligen US-Starregisseurs Fred Zinnemann Die Gezeichneten / The Search. Der Film wurde international mit Auszeichnungen überhäuft. Weitere Ergebnisse der internationalen Orientierung der Prasens waren Swiss Tour (1949) und Die Vier im Jeep (1951) über das besetzte Wien der Nachkriegszeit, beide von Leopold Lindtberg inszeniert.
Eine letzte humanistisch orientierte Produktion der Praesens-Film, in Koproduktion mit der britischen Rosslyn Productions, entstand 1953 mit Unser Dorf / The Village über das Pestalozzi-Kinderdorf in Trogen. Der Film konnte jedoch nicht an frühere Erfolge anknüpfen, wie sich auch bereits bei den letzten Produktionen abzeichnete, sodass keine weiteren Filme mit humanistischem Inhalt mehr erschienen.
Trotz allem wurde seit Beginn der Tonfilmzeit und dem Jahr 1951 nur rund 100 Filme hergestellt.

## 1953 bis 1964
Gegen 1953 schlug der Schweizer Film eine neue Richtung ein. Beflügelt durch die Erfolge der letzten Jahre orientierte man sich mit dem Aufspringen auf die Heimatfilmwelle des deutschsprachigen Raums weiterhin fast ausschliesslich an kommerziellen Erfolgen anstatt an künstlerischen oder zeitgeschichtlichen Themen. Die Filme über das kleinbürgerliche Milieu in der Deutschschweiz boten der Schweizer Bevölkerung Identifikationsfiguren an und blieben einer Auseinandersetzung mit sozialen und wirtschaftlichen Umbrüchen oder mit dem aussenpolitischen Verhalten während des Nationalsozialismus ebenfalls schuldig. Antikommunistische Züge waren als eine Art Abwehrreflex des Bürgertums in vielen Schweizer Filmen vertreten.

### Heimatfilmblüte
Nachdem sich das Erfolgsrezept der Praesens-Film der letzten Jahre, das auf humanitäre Inhalte setzte, mit dem Hintergrund der negativen politischen Entwicklungen im Ausland abgenutzt hatte, konnte man mit dem von Luigi Comencini inszenierten Heimatfilm Heidi (1952) fast nahtlos an ein neues Erfolgspatent anknüpfen. Der Film wurde allein in Deutschland mehr als eine Million Mal besucht und lief in der Folge nicht nur in den meisten europäischen Ländern, sowohl Ost- wie auch Westblock, sondern auch mit 300 Kopien in den Vereinigten Staaten an. Der Erfolg verlangte nach einer Fortsetzung, die mit Heidi und Peter (1955), dem ersten Schweizer Farbfilm, mit noch grösserem Erfolg auch folgte. Der «Heile Welt»-Kitsch dieser Filme, mit einer prächtigen Bergkulisse und blühenden Alpen im Hintergrund, war international gefragt, und so schloss sich die kriegsverschonte Schweiz inhaltlich und stilistisch de facto dem deutschen und österreichischen Nachkriegsfilm an.
Franz Schnyder, der Regisseur der Heidi-Fortsetzung, erlebte in den folgenden Jahren den Höhepunkt seiner Karriere und zählte zu den besten und meistbeschäftigten Regisseuren des Schweizer Films. Ausgang für diese Entwicklung war sein 1954 inszenierter überraschender Erfolg Uli der Knecht nach dem Roman Wie Uli der Knecht glücklich wird von Albert Bitzius, besser bekannt als Jeremias Gotthelf. Produktionsfirma war die Gloriafilm, die ab den 1950er Jahren zum ersten ernstzunehmenden Konkurrenten der Praesens-Film wurde.
Schnyder verfilmte weitere Gotthelf-Werke wie Uli der Pächter (1955), Die Käserei in der Vehfreude (1958), Anne Bäbi Jowäger – I. Teil: Wie Jakobli zu einer Frau kommt (1960), Anne Bäbi Jowäger – II. Teil: Jakobli und Meyeli (1961) und Geld und Geist (1964). Die Gotthelf-Verfilmungen wurden zum einen wegen ihrer Nähe zum Heile-Welt-Klischee vom breiten Schweizer Publikum geliebt, zum anderen von manchen Medien und der Jugend gerade deswegen kritisiert. Auch der reisserische BRD-Verleihtitel Wildwest im Emmental für Die Käserei in der Vehfreude sorgte für manche Kontroverse. Der Film sorgte in der Schweiz für eine fast unglaubliche Besucherzahl von 1,8 Millionen – bei damals rund 5,5 Millionen Einwohnern. Einen grossen Flop erlitt Schnyder jedoch mit Zwischen uns die Berge (1956). Der Film reizte schweizerische Klischees zu sehr aus, so dass er nur so mit unfreiwilliger Komik gespickt ist. Schnyder ahnte diese Folgen anhand des Drehbuches bereits vor Drehbeginn, war jedoch vertraglich mit der Praesens-Film zur Inszenierung verpflichtet.

### Spärliche Auseinandersetzung mit zeitgeschichtlichen Fragen
Gesellschaftspolitischen Fragen wich der Schweizer Film nach einigen wenigen Beispielen in den 1940er-Jahren mit den Erfolgen des Heimatfilms weiterhin konsequent aus, um das gesellschaftliche Gefüge der Schweiz nicht differenziert darstellen zu müssen. Reaktionen auf zeitgeschichtliche Themen, problematische Aspekte der Nachkriegskonjunktur oder andere relevante Fragestellungen blieb der Schweizer Film fast vollständig schuldig. Eine Ausnahme war Franz Schnyders Der 10. Mai (1957). Gemeint war der 10. Mai 1940, als das nationalsozialistische Deutschland Belgien und Holland überfiel, was die Schweiz in Angst und Schrecken versetzte. Es gelang ihm die Hektik und Nervosität jener Tage einzufangen und die unterschiedlichen Reaktionen der Einwohner auf die Situation der akuten Bedrohung differenziert darzustellen.
Die Illusion der Schweiz als Bollwerk der antifaschistischen Abwehr sollte mit reellen Ereignissen dieser Zeit zerstreut werden. Die problematische Flüchtlingspolitik und soziale Gegensätze waren wesentliche Themen des Films. Der Film gelang dennoch nicht so recht, zumal die Gesellschaftsanalyse unscharf war und abermals auf gegenwärtige gesellschaftliche Gegensätze Rücksicht nahm, und somit einer ernsthaften Aufarbeitung und Aufforderung zur öffentlichen Diskussion aus dem Weg ging. Franz Schnyders Initiative in diese Richtung war dennoch die einzige Ausnahme im Schweizer Film der 1950er-Jahre. Da sich kein Produzent gefunden hatte, finanzierte Schnyder den Film selbst.

### Filme aus dem Kleinbürgertum
Neben Franz Schnyder prägte Kurt Früh das Filmschaffen der Schweiz der 1950er-Jahre. Seine Spezialität waren Geschichten aus dem kleinbürgerlichen Milieu der Deutschschweiz, etwa Polizischt Wäckerli (1955). Solche Geschichten, die Personen aus dem kleinbürgerlichen Umfeld als Identifikationsfigur hatten, wurden meist mit den immergleichen Schauspielern verwirklicht: Schaggi Streuli, Emil Hegetschweiler, Margrit Rainer, Ruedi Walter, Margrit Winter, Sigfrit Steiner und anderen. Kurt Früh war dann auch für den Höhepunkt dieses Genres verantwortlich. In Bäckerei Zürrer (1957) wurde ein Bäckermeister porträtiert, dessen Vorurteile und Illusionen von der Realität eingeholt werden. Es war auch der einzige der kleinbürgerlichen Filme der sich vor der Thematisierung der sozialen und psychologischen Symptome dieser Zeit nicht versteckte. Der Charakterdarsteller Emil Hegetschweiler spielte in diesem Film die Rolle seines Lebens.
1964 kam nur noch ein Schweizer Film in die Kinos: Franz Schnyders letzte Gotthelf-Adaption Geld und Geist. Rückblickend kann der Film als ein Abgesang auf den «Alten Schweizer Film» gesehen werden, der die letzten rund 20 Jahre in Heimatfilm-Manier mit teils enormen Erfolgen prägte.

## Der Junge Schweizer Film
| Kinospielfilmproduktion der Schweiz |        |
| Jahr                                | Anzahl |
| 1975                                | 15     |
| 1985                                | 44     |
| 1995                                | 38     |
| 2005                                | 47     |

Wie auch in Deutschland und Österreich erlebte auch der Schweizer Film Anfang der 1960er-Jahre eine schwere Krise und in der Folge den Beginn eines Generationenwechsels und einer neuen Ausrichtung des Filmschaffens. In Deutschland wurde darauf mit der Ausrufung des Neuen Deutschen Films reagiert und in Österreich trat der Avantgardefilm als Wegbereiter für neues österreichisches Filmschaffen hervor. Ursachen für diesen Wandel des gesamten deutschsprachigen, inklusive Schweizer Films, waren fehlende Visionen und Wiederholung der immergleichen, scheinbaren Erfolgsrezepte, die eine künstlerische wie qualitative Stagnation brachten. Den vielfältigeren Möglichkeiten der Freizeitgestaltung in der Folge des Wirtschaftswunders sowie dem neuen Massenmedium Fernsehen konnte letztendlich keine Konkurrenz mehr bereitet werden. Die Schweizer Filmproduktion erlebte ihren Tiefpunkt 1964, als nur ein Film uraufgeführt wurde. In den folgenden Jahren entstand der «Junge Schweizer Film», während die althergebrachten Strukturen in abgeschwächter Form weiter bestanden.
Die ersten «anderen» Schweizer Filme entstanden ab 1955 und kamen aus dem französischsprachigen Teil. Die Einflüsse kamen daher mehr von der französischen Nouvelle Vague als von Entwicklungen im übrigen deutschsprachigen Raum, zumal die französische Nouvelle Vague bereits in den 1950er-Jahren wahrnehmbar war, während die deutschsprachige Filmproduktion noch auf banale Unterhaltung und Heimatfilm-Kitsch konzentriert war. Der 25-jährige Jean-Luc Godard gab 1954 mit Opération Béton in der Schweiz sein erstes filmisches Lebenszeichen von sich. Er finanzierte sich diesen und auch den Nachfolgefilm Une femme coquette (1955) selbst, ging danach aufgrund der schwierigen Arbeitsverhältnisse in der Schweiz jedoch wieder nach Paris zurück. Ein dem Jungen Schweizer Film zuzurechnendes Werk wurde bereits 1957 in Venedig präsentiert. Claude Gorettas und Alain Tanners in Grossbritannien produziertes Nice Time (1957) stellte ein modernes Kaleidoskop urbanen Lebens in impressionistischer Manier gekonnt dar.
In den folgenden Jahren debütierten auch junge Schweizer Filmemacher in der deutschsprachigen Schweiz. Markus Imhoof trat 1961 mit Wehe, wenn wir losgelassen hervor, Alexander J. Seiler inszenierte im gleichen Jahr Auf weissem Grund. 1962 führte Gaudenz Meili beim Dokumentarfilm Gottlieb Duttweiler erstmals Regie und Fredi M. Murer realisierte 1963 mit Der gefallene Turm von Pisa seinen ersten Film.
1966 organisierte die Filmgilde Solothurn eine Tagung mit dem Titel «Schweizer Film heute». Ziel dieses Anlasses war die Kreation neuer Ideen und Inspirationen für die jungen, unabhängigen Schweizer Filmschaffenden. Daraus entstanden die Solothurner Filmtage als das in den folgenden Jahrzehnten für das schweizerische Filmschaffen wichtigste Festival.
Der Avantgarde- und Experimentalfilm fand mit Peter von Gunten und der Gruppe AKS aus Biel, die sich aus Urs Aebersold, Clemens Klopfenstein und Philip Schaad zusammensetzte auch in der Schweiz Vertreter mit kontinuierlichem Schaffen. Insbesondere ab den 1970er Jahren entstand mit Werken von Lucienne Lanaz, Tula Roy, Jacqueline Veuve oder Gertrud Pinkus ein bedeutendes feministisches Filmschaffen. Dokumentarfilmer wie Fredi M. Murer, Alexander J. Seiler, Richard Dindo und das Duo Walter Marti / Reni Mertens prägten ebenfalls das Deutschschweizer Filmschaffen dieser Zeit. Richard Dindo rekonstruierte beispielsweise mit Niklaus Meienberg Die Erschiessung des Landesverräters Ernst S. (1976) und nahm sich dem Thema Schweizer im Spanischen Bürgerkrieg (1974) an. Eine aufsehenerregende Produktion Dindos war auch die Rekonstruktion der Todesumstände von vier Jugendlichen bei Jugendunruhen, die Opfer von Polizeiaktionen wurden: Dani, Michi, Renato und Max (1987). Erich Langjahr, der mit dem Duo Walter Marti / Reni Mertens intensiv zusammengearbeitet hatte, trat ab 1978 mit seinen Kinodokumentarfilmen in Erscheinung u. a. mit einer Bauerntrilogie: Sennen-Ballade (1996), Bauernkrieg (1998), Hirtenreise ins dritte Jahrtausend (2002).
Filme aus der deutschsprachigen Schweiz, die auch im Ausland Beachtung fanden, stammten von Daniel Schmid, Kurt Gloor, Markus Imhoof, Gaudenz Meili, Gertrud Pinkus, Isa Hesse-Rabinovitch, Tula Roy, Peter von Gunten und auch Xavier Koller. 
In der Romandie sorgte das Genfer Fernsehen in Form von Koproduktion und Mitfinanzierung von Filmprojekten für einen fruchtbaren Aufbruch im Spielfilmschaffen. In Zusammenarbeit mit der Groupe 5 um Alain Tanner, Claude Goretta, Michel Soutter, Jean-Louis Roy und Jean-Jaques Lagrange – später durch Yves Yersin ersetzt – entstanden Kinofilme wie Tschechow ou le miroir des vies perdues (1965), A propos d'Elvire (1965) und Charles – tot oder lebendig (Charles mort ou vif, 1970) sowie einige TV-Filme. In den 70er-Jahren prägte auch Francis Reusser den französischsprachigen Schweizer Film mit, der noch heute von einer Blüte des zeitbezogenen, anspruchsvollen Films in der Schweiz um die 70er-Jahre zeugt. Bedeutende Beispiele sind Alain Tanners Der Salamander (La salamandre, 1971) und Lichtjahre entfernt (Les années lumière, 1981), Michel Soutters Die Landvermesser (Les arpenteurs, 1972) und Claude Gorettas Ganz so schlimm ist er auch nicht (Pas si méchant que ça, 1975) sowie die Dokumentarfilme von Jacqueline Veuve.
Einen internationalen Erfolg feierte Fredi M. Murer 1986 mit Höhenfeuer, das sich in realistischer Form dem Bergbauernleben annimmt.
Die bekannteste und eindringlichste Vergangenheitsbewältigung der Schweiz gelang 1981 mit der schweizerisch-österreichisch-westdeutschen Gemeinschaftsproduktion Das Boot ist voll. Der Titel spielt auf die restriktive Schweizer Asylpolitik im Zweiten Weltkrieg an. Markus Imhoof inszenierte konsequent mit einem ausgezeichneten Schauspieler-Ensemble um Tina Engel und Curt Bois und trug zum Erfolg des Films, der unter anderem für den Oscar als «bester fremdsprachiger Film» nominiert wurde, wesentlich bei.
Einer der bedeutendsten Schweizer Regisseure der Gegenwart ist Urs Egger, der mit Produktionen wie Opernball (Ö/D 1998) und Die Rückkehr des Tanzlehrers (D/Ö 2003) für Aufsehen und Erfolge sorgte, und auch bereits einige Auszeichnungen erhalten hat.
Im Jahr 2006 konnte der Schweizer Film auf dem Heimmarkt einen Marktanteil von 9,5 % erreichen – dem höchsten Wert seit mehreren Jahrzehnten. Der Aufwärtstrend erreichte mit diesem Wert jedoch seinen vorläufigen Höhepunkt, ging der Marktanteil bis 2008 wieder auf 3 % zurück. Im europäischen Vergleich zählt die Schweiz bezüglich des Marktanteils nationaler Filme – trotz des herausragenden, jedoch einmaligen Jahres 2006 – am Heimmarkt im mehrjährigen Durchschnitt zu den Schlusslichtern. Lediglich die baltischen Länder, Bulgarien, die Slowakei aber auch Österreich (mit Ausnahme von 2008 mit aussergewöhnlichen rund 6 %) weisen im Schnitt noch niedrigere Werte auf.

## Filmförderung
Wie in anderen europäischen Ländern ist das Schweizer Filmschaffen stark von der Förderung durch Dritte, insbesondere durch die öffentliche Hand, abhängig. Neben dem Bund (Art. 71 der Bundesverfassung) leisten auch die Kantone und einige Stiftungen Beiträge.
Der Bund spielt dabei eine zentrale Rolle: Seine Finanzhilfe im Umfang von 36,2 Millionen Franken pro Jahr (Stand 2011) deckt im Durchschnitt 30 bis 40 Prozent der Produktionskosten der Schweizer Filme. Die Bundesleistungen werden von der SRG SSR idée suisse («Pacte de l’audiovisuel») substanziell ergänzt, sowie auf regionaler Ebene namentlich durch die Zürcher Filmstiftung und den Westschweizer Fonds Regio Films.
Die Filmpolitik des Bundes hat zum Ziel, das Filmschaffen sowie die Vielfalt und Qualität des Filmangebots zu fördern und die Schweizer Filmkultur als Teil der nationalen Kultur und Identität zu stärken. Sie umfasst namentlich:
- die eigentliche Filmförderung: Der Bund leistet finanzielle Unterstützung für die Entwicklung von Projekten, für die Herstellung und Verwertung von Schweizer Filmproduktionen sowie für Gemeinschaftsproduktionen mit dem Ausland. Die Filmförderung erfolgt sowohl selektiv wie auch erfolgsabhängig. In der selektiven Filmförderung wird Finanzhilfe aufgrund qualitativer Kriterien (u. a. künstlerische Qualität des Projekts, kreative Eigenständigkeit, professionelle Durchführung des Projekts) zugesprochen. Die erfolgsabhängige Filmförderung berechnet sich aus den erzielten Kinoeintritten.
- die Förderung der Filmkultur: Zur Sensibilisierung der Bevölkerung, Vermittlung filmkulturell relevanter Themen und Filme sowie zur Promotion des Schweizer Films unterstützt der Bund die Promotionsagentur Swiss Films, Filmfestivals, Filmzeitschriften sowie Projekte zur Erhaltung, Entwicklung und Innovation von Filmproduktion und Filmkultur. Auch unterstützt wird die Archivierung und die Restaurierung von Filmen durch das Schweizer Filmarchiv (Cinémathèque Suisse) in Lausanne.
- Weitere Förderungsbereiche sind die Vielfalt und Qualität des Filmangebots (finanzielle Beiträge an Kinos, Verleih und Vertrieb), Aus- und Weiterbildung (namentlich durch die Unterstützung der Stiftung FOCAL und von Filmabteilungen an Kunsthochschulen) sowie Koproduktionen und internationale Zusammenarbeit (durch Koproduktionsabkommen und Beiträge an die europäischen Programme MEDIA und Eurimages).